# Orthotettix
Orthotettix is een geslacht van rechtvleugeligen uit de familie doornsprinkhanen (Tetrigidae). De wetenschappelijke naam van dit geslacht is voor het eerst geldig gepubliceerd in 1909 door Hancock.

## Soorten
Het geslacht Orthotettix  is monotypisch en omvat slechts de volgende soort:
- Orthotettix obliquifrons (Hancock, 1909)